# Limagrain

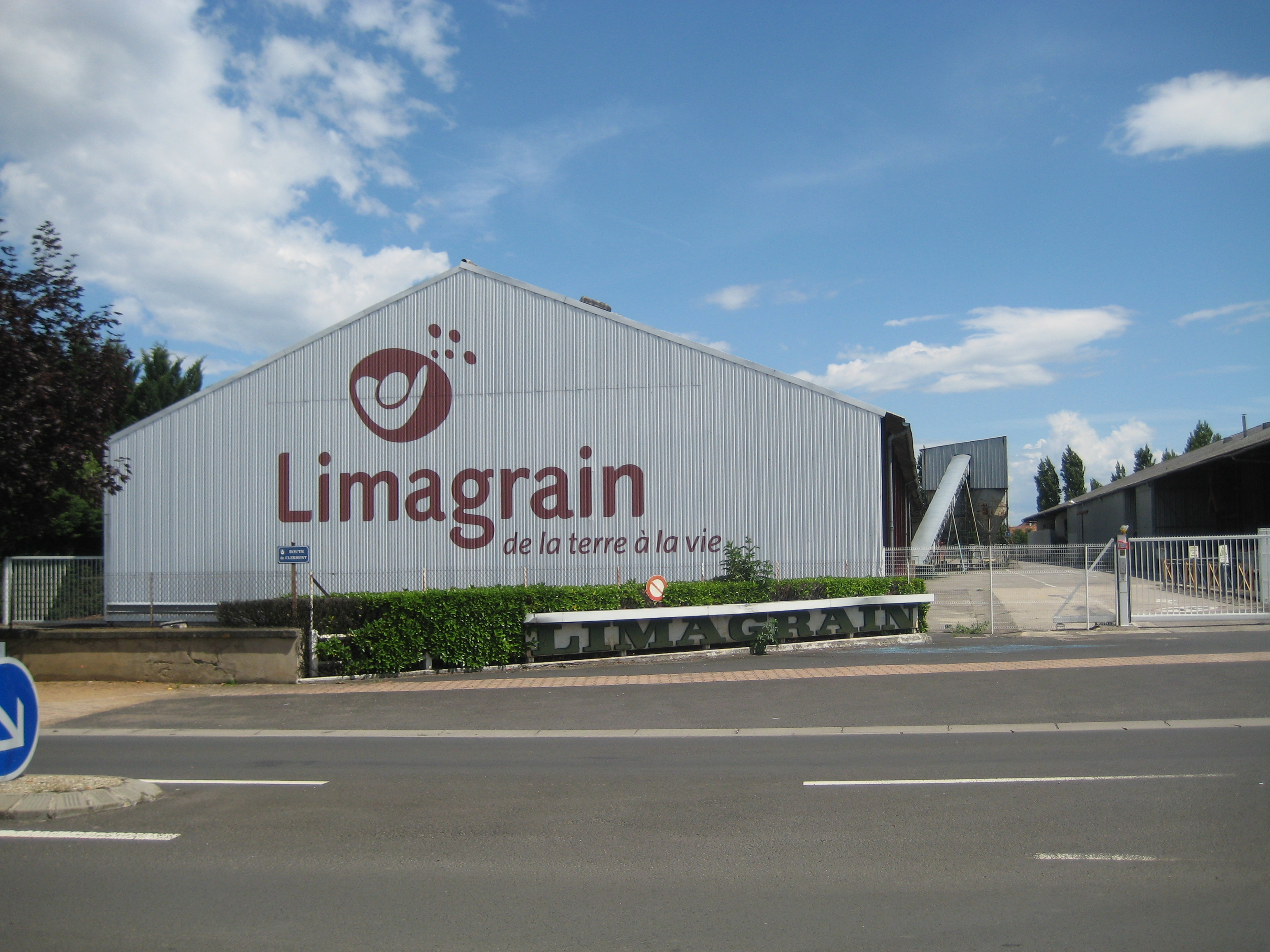
Limagrain in Chappes, Frankreich

Limagrain S.E. (auch: Groupe Limagrain) ist ein französischer Agrarkonzern mit Hauptsitz in Chappes (Puy-de-Dôme). Limagrain ist spezialisiert auf Feldfrucht- und Gemüsesaatgut sowie Getreideerzeugnisse.

## Geschichte
1942 wurde die Coopérative de Production et Vente de Semences Sélectionnées du Massif Central gegründet. 1970 wurde der Name Limagrain angenommen, und die erste Forschungsstation für Mais wurde in Aubiat etabliert. 1979 kam die erste Maisforschungsstation in den USA hinzu. Im selben Jahr wurde das Unternehmen Vilmorin erworben, womit die Gemüsesaatgutproduktion begann. 1986 erfolgte die Gründung des ersten Biotechnologie-Labors in Clermont-Ferrand. 1992 wurde das Unternehmen Nickerson erworben. 1999 übernahm Limagrain Jacquet und begann damit mit der Produktion von Backwaren. Auch die Unternehmen Clause (Frankreich) und Harris-Morgan (USA) wurden gekauft. Im selben Jahr gründete Limagrain zudem Biogemma, ein Biotechnologieunternehmen für Feldfrüchte. Im Jahr 2000 gründete Limagrain in Kooperation mit KWS AgReliant, ein Mais- und Sojabohnenunternehmen in Nordamerika. Weitere Übernahmen in den letzten Jahren waren Advanta Europe (2005), Mikado Seed Growers (2006, Japan), Milcamps Food (2008, Belgien), Dahlco Seeds (2009, USA), Clovis Matton (2009, Belgien) und Créperie Lebreton (2009, Frankreich). 2010 expandierte Limagrain in die Vereinigten Staaten und Argentinien. Die Zentrale der deutschen Limagrain-Niederlassung befindet sich in Edemissen.

## Geschäftszahlen
2009/10 erzielte Limagrain einen Umsatz von 1,349 Milliarden Euro. Davon entfielen 64 % auf Europa, 20 % auf Amerika, 8 % auf Afrika und den Mittleren Osten sowie 8 % auf Asien und Ozeanien. Auf Saatgut entfielen 79 % des Umsatzes (39 % auf Feldfrüchte, 40 % auf Gemüse); 21 % machten Getreideprodukte aus. Der Gewinn betrug 69 Millionen Euro. Die Zahl der Beschäftigten lag im selben Jahr bei knapp 6.700.
Vilmorin ist der viertgrößte Saatgutproduzent und zweitgrößte Produzent von Gemüsesaatgut der Welt sowie der größte Hersteller von Feldfruchtsaatgut in Europa. Jacquet ist das zweitgrößte Backunternehmen Frankreichs.